# Tu es foutu
«Tu Es Foutu» (с фр. — «Ты — подлец») — песня, записанная итальянской певицей In-Grid для её дебютного студийного альбома. Официально была выпущена к качестве лид-сингла в 2002 году. Песня принесла певице международную известность, мгновенно стала хитом во многих странах Европы и Америки, достигнув топ-10 различных чартов.

## О песне
Песня была вдохновлена личным опытом певицы, она написана её после разрыва с парнем, по словам In-Grid, эта агрессивная, но ироничная песня, помогла пережить ей этот сложный период в жизни.
Специально для англоязычных стран была перезаписана на английском языке и получила название «You Promised Me» (с англ. — «Ты обещал мне»); переводом песни занимались итальянская певица Даниэла Галли и американский писатель Пол Сирс.
В 2003 году песня выиграла в номинации «Зарубежный радиохит» российской премии «Рекордъ»
В 2012 году вышло переиздание сингла «Tu Es Foutu 2K12», куда были включены новые ремиксы на песню.

## Список композиций
2003
- «Tu Es Foutu» (Radio Edit) — 3:38
- «Tu Es Foutu» (Original Extended) — 6:00
- «Tu Es Foutu» (Original Extended Instrumetal) — 6:00
- «Tu Es Foutu» (Harlem Hustler Club Mix) — 7:33
- «Tu Es Foutu» (Chill-Grid) — 3:49
- «Tu Es Foutu» (Loungest Slow Dub) — 4:35
- «Tu Es Foutu» (Colour's Rain Minibeat Edit) — 4:03
- «Tu Es Foutu» (Loungest Unplugged) — 4:00
- «Tu Es Foutu» (Miami Grazin' Mix) — 7:16
- «Tu Es Foutu» (Benny Benassi Sfaction Mix) — 4:58
- «Tu Es Foutu» (Benny Benassi Sfaction Mix Instrumental) — 4:58

2012
- «Tu Es Foutu 2012» (Milk & Sugar Remix Radio Edit) — 3:00
- «Tu Es Foutu 2012» (Rico Bernasconi Re-Cut) — 2:38
- «Tu Es Foutu 2012» (Milk & Sugar Remix) — 4:45
- «Tu Es Foutu 2012» (Rico Bernasconi Remix) — 5:48
- «Tu Es Foutu 2012» (Stefy De Cicco Remix) — 6:13
- «Tu Es Foutu 2012» (DJ Nejtrino & DJ Baur Techy Mix) — 5:42
- «Tu Es Foutu 2012» (DJ Nejtrino & DJ Stranger Remix) — 4:03
- «Tu Es Foutu 2012» (DJ Nejtrino & DJ Baur Techy Dub) — 5:24
- «Tu Es Foutu 2012» (Tpn 2012 Remix Radio Edit) — 3:12
- «Tu Es Foutu 2012» (Tpn 2012 Remix) — 5:39

2018
- «Tu Es Foutu» (DJ ZsuZsu & Wolfgang Lohr Remix) — 4:31

2020
- «Tu Es Foutu» (Paolo Rossini Remix) — 4:06[3]

## Чарты
| Чарт (2002–2003)                          | Пиковая позиция |
| ----------------------------------------- | --------------- |
| Австралия (ARIA)                          | 7               |
| Австрия (Ö3 Austria Top 40)               | 6               |
| Бельгия/Фландрия (Ultratop 50)            | 2               |
| Бельгия/Валлония (Ultratop 50)            | 17              |
| Дания (Tracklisten)                       | 2               |
| Европа (Eurochart Hot 100)                | 10              |
| Финляндия (Suomen virallinen lista)       | 7               |
| Франция (SNEP)                            | 47              |
| Германия (GfK)                            | 9               |
| Венгрия (Rádiós Top 40)                   | 1               |
| Италия (FIMI)                             | 16              |
| Нидерланды (Dutch Top 40)                 | 2               |
| Нидерланды (Single Top 100)               | 3               |
| Новая Зеландия (Recorded Music NZ)        | 14              |
| Норвегия (VG-lista)                       | 3               |
| Польша (Polish Airplay Charts)            | 2               |
| Румыния (Romanian Top 100)                | 3               |
| Россия (TopHit Общий Топ-100)             | 1               |
| Испания (PROMUSICAE)                      | 16              |
| Швеция (Sverigetopplistan)                | 1               |
| Швейцария (Schweizer Hitparade)           | 23              |
| Украина (TopHit Украинский Топ-100)       | 1               |
| Великобритания (Official Charts Company)  | 200             |
| США (Billboard Hot Dance Music/Club Play) | 6               |
| США (Billboard Hot Dance Singles Sales)   | 2               |

| Чарт (2002)                       | Позиция |
| --------------------------------- | ------- |
| Бельгия (Ultratop 50 Flanders)    | 15      |
| Бельгия (Ultratop 50 Wallonia)    | 82      |
| Нидерланды (Single Top 100)       | 22      |
| Швейцария (Schweizer Hitparade)   | 65      |
| Чарт (2003)                       | Позиция |
| Австралия (ARIA)                  | 39      |
| Австрия (Ö3 Austria Top 40)       | 26      |
| Германия (Official German Charts) | 22      |
| Швеция (Sverigetopplistan)        | 13      |

## Сертификации и продажи
| Регион | Сертификация | Продажи |
| --- | ------------ | ------- |
| Австралия (ARIA) | Золотой      | 35 000^ |
| Бельгия (BEA) | Золотой      | 25 000* |
| Греция (IFPI Greece) | Золотой      | 10 000^ |
| Швеция (GLF) | Золотой      | 15 000^ |
| * Данные о продажах приведены только на основе сертификации. ^ Данные о тиражах приведены только на основе сертификации. |              |         |

## Кавер-версии
- В 2002 году немецкая певица Lamur выпустила кавер на песню «Tu Es Foutu»[36]. Видеоклип на песню был снят в стилистике работ Пьера и Жиля[37].
- В 2003 году швейцарская певица Розанна Роччи включила кавер-версию песни в свой альбом «Ti Amo Ancora».
- В 2002 году Филипп Киркоров[1] записал русскую версию песни под названием «Зайки врозь».
- В 2003 году Айгюн Кязимова записала кавер-версию песни на азербайджанском языке «Bir söz yetər»[38].
- В 2006 году певица Лолита Милявская исполнила русскую версию песни для мюзикла «Первый скорый».
- В 2008 году украинская певица Shanis включила кавер-версию песни в свой альбом-сборник «Від щирого серця...».